# زاهدة إبراهيم
زاهدة إبراهيم محمد اغا (1926- 2006م)
ولدت المفهرسة وخبيرة المكتبات زاهدة إبراهيم محمد في بغداد ودرست في مدارسها حتى تخرجت من كلية الحقوق عام 1950، وقدمت منظمة اليونسكو زمالات دراسية لعدد من الطلاب للتخصص في علم المكتبات فحصلت على منحة دراسية عام 1953. تعتبر زاهدة إبراهيم من مؤسسي المكتبة المركزية في جامعة بغداد. لها عدد من المؤلفات ومنها خمسة كتب مخطوطة في علم المكتبات. فلسفتها:(لا خير في كتاب لا يقرأ)، ولذلك أهدت جميع كتبها إلى المكتبة المركزية العامة وإلى مكتبات أخرى.

## السيرة
- أكملت دورة مكتبات عام 1953م في دار المعلمين العالية وباشراف خبير منظمة اليونسكو المستر سوندرس فحصلت على زمالة للتخصص في المكتبات لمدة سنة في مدرسة فكتوريا للمكتبات في ملبورن باستراليا عام 1954م.
- حصلت على زمالة ثانية في علم المكتبات لمدة سنة في مدرسة المكتبات في روتجرز في نيو جيرسي بالولايات المتحدة الأمريكية عام 1958م، بضمنها كورس لغة إنكليزية لمدة شهرين في جامعة ميشيغان الأمريكية، وستة أشهر تدريب في جامعة برنستون الأمريكية.
- عينت كأول مكتبية في مكتبة جامعة بغداد ورئيسة لقسم التزويد عام 1959م.
- أصبحت رئيسة قسم الفهرسة العربية في المكتبة المركزية لجامعة بغداد عام 1963م.
- درست مادة المراجع بالدورة التي عقدت بالمكتبة المركزية لجامعة بغداد باشراف الخبيرين الأمريكيين المستر فورد والمستر كبابيان[6]
- درست دورة مكتبات في الدنمارك عام 1967م.
- عملت خبيرة مكتبات في كلية التراث.
- عملت خبيرة مكتبات في متحف المرأة التابع للاتحاد العام لنساء العراق.
- عضو في جمعية المكتبات العراقية.
- شغلت منصب مدير عام المكتبة المركزية في جامعة بغداد من عام 1974-1982م.[7]

## المؤتمرات
شاركت في عدد من المؤتمرات الدولية والمحلية منها:
- حلقة المكتبيين العرب في بيروت باشراف منظمة اليونسكو عام 1959م.
- مؤتمر للببليوجرافيا والوراقة والتربية للمكتبيين العرب وباشراف المنظمة العربية للتربية والثقافة والعلوم المنعقد في دمشق 1971م.
- مؤتمر أمناء ومديري المكتبات في الجامعة العربية بالقاهرة عام 1972م.[8]
- المؤتمر المكتبي لجمعية المكتبيين العراقيين الأول باشراف المنظمة العربية للتربية والثقافة والعلوم عام 1973م.
- مؤتمر الاتحاد الدولي لجمعيات ومؤسسات المكتبات (إفلا IFLA) المنعقد في العاصمة البلجيكية بروكسل عام 1978م.

## مؤلفاتها
ألقت عدد من المحاضرات وقدمت البحوث والدراسات حول عمل المكتبات وتطويرها ونظام فهرسة الكتب والدوريات والمخطوطات ومن مؤلفاتها:
- دليل المراجع العربية (بالاشتراك مع عبد الكريم امين) -بغداد 1970م.
- طريقة ترقيم المؤلفين العرب - بغداد.
- كشاف الجرائد والمجلات العراقية منذ صدور أول جريدة عراقية حتى عام 1976م.
- المعلومات الصحفية وتنظيم الأرشيف (بالاشتراك مع عامر إبراهيم قنديلجي ونزار محمد قاسم)-بغداد 1978م.
- كشاف تحليلي لمجلة عالم المكتبات من عام 1958 - 1968م.
- التصنيف العربي للمعلومات الصحفية.
- فهرسة المخطوطات العربية المصورة من قبل منظمة اليونسكو في العراق والموجودة في المكتبة المركزية 1970م.[10]
- قوائم التصنيف المعدلة من الطريقة العشرية للفلسفة الإسلامية واللغة العربية والأدب العربي والدين الإسلامي والمتبعة في المكتبة المركزية بجامعة بغداد، بغداد، المكتبة المركزية، 1974.[11]

## من بحوثها المنشورة
- تصنيف العلوم عند العرب: مفاتيح العلوم للخوارزمي.[12]
- فهرسة المخطوط.[13]

## آثارها المخطوطة
- دليل الجرائد والمجلات العراقية (ط2).
- فهرس تحليلي لمجلة دراسات عربية.
- الفهرس الموحد للدوريات العلمية في نطاق جامعة بغداد.
- مراكز المعلومات الصحفية، ترتيبها وتصنيفها (بالاشتراك، قيد الطبع).
- مشروع اعداد قائمة رؤوس موضوعات عربية معاصرة، تحت اشراف المنظمة العربية للتربية والثقافة والعلوم (بحث مقدم إلى الحلقة الدراسية حول التوثيق الاعلامي المنعقد ببغداد للأيام 24-29 /6 /1976م).[14]

## وصلات خارجية
- جامعة بغداد - الامانة العامة للمكتبة المركزية - مدراء المكتبة المركزية.
- صحيفة التآخي- تاريخ المكتبة المركزية في جامعة بغداد (1959_2010)
- مؤلفات زاهدة إبراهيم
- سيرة حياة الاستاذة زاهدة إبراهيم اغا - وليد الصكر